# Psilopogon faiostrictus
Psilopogon faiostrictus е вид птица от семейство Megalaimidae.

## Разпространение
Видът е разпространен във Виетнам, Камбоджа, Китай, Лаос и Тайланд.